# 圣巴尔多禄茂圣斯德望堂 (贝加莫)

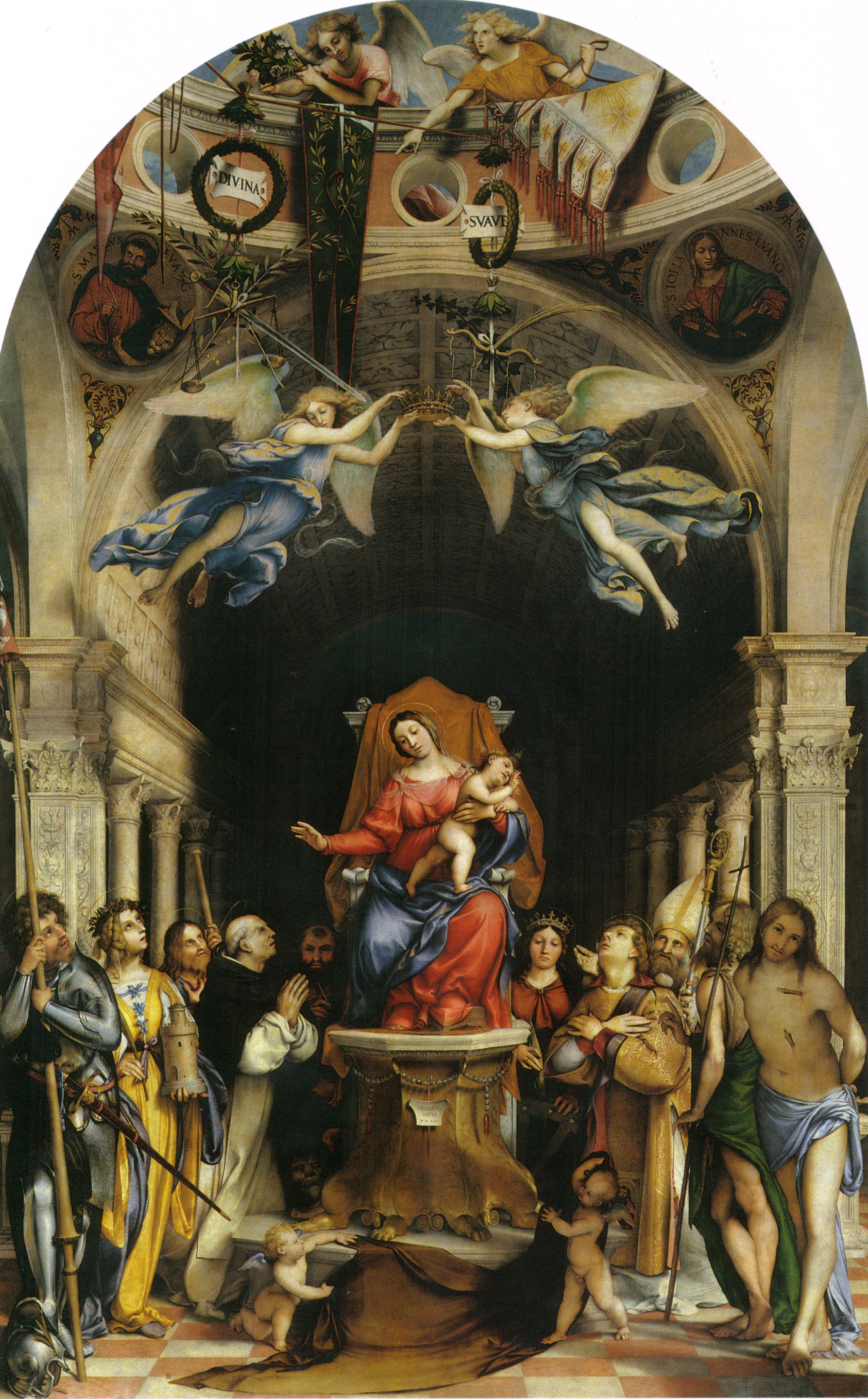

圣巴尔多禄茂圣斯德望堂（Santi Bartolomeo e Stefano）是一座巴洛克风格的罗马天主教教堂，位于意大利伦巴第大区贝加莫贝洛蒂广场 （Largo Belotti）1号。该堂属于多明我会修道院；距离多尼采蒂剧院大约一个街区。

## 历史
这座教堂建于1613-1642年，毗邻圣巴尔多禄茂修道院，该修道院属于謙卑者派修会。该修会遭取缔后，这个修道院交给多明我会，直到今日。修道院曾经被毁，1970年由多明我会重建。
教堂内有一幅大型油画，是著名画家洛伦佐·洛托的杰作，名为马丁宁戈祭坛画（Pala Martinengo）。
玫瑰圣母小堂由由安东尼奥·卡穆齐奥和穆齐奥·卡穆齐奥的工作室用石膏和绘画装饰（1752年）。博洛尼亚画家弗朗切斯科·蒙蒂用变形手法装饰了穹顶区域。壁帶装饰着朱塞佩·安东尼奥·费利切·奥雷利的单色画《玫瑰经十五端奥迹》（1757年）。唱经楼由达米亚诺·赞贝利（1480 - 1549 年）为圣斯德望堂雕刻，该教堂被拆毁，因此唱经楼最终移到了这里。天花板壁画由玛蒂亚·博尔托洛尼创作。他还创作了唱经楼和祭衣间的壁画（1749年），《以撒的献祭》和《圣体的荣耀》，但在完成他的设计之前就去世了。天花板上另一幅壁画《多明我会的荣耀》（1751年）由加萨雷·迪齐亚尼完成。